# Elecciones municipales de 2016 en Coquimbo
Las elecciones municipales de Coquimbo de 2016 se realizarán el 23 de octubre, al igual que en las demás comunas de Chile, las cuales elegirán alcalde y concejales.

## Definición de candidaturas

### Nueva Mayoría

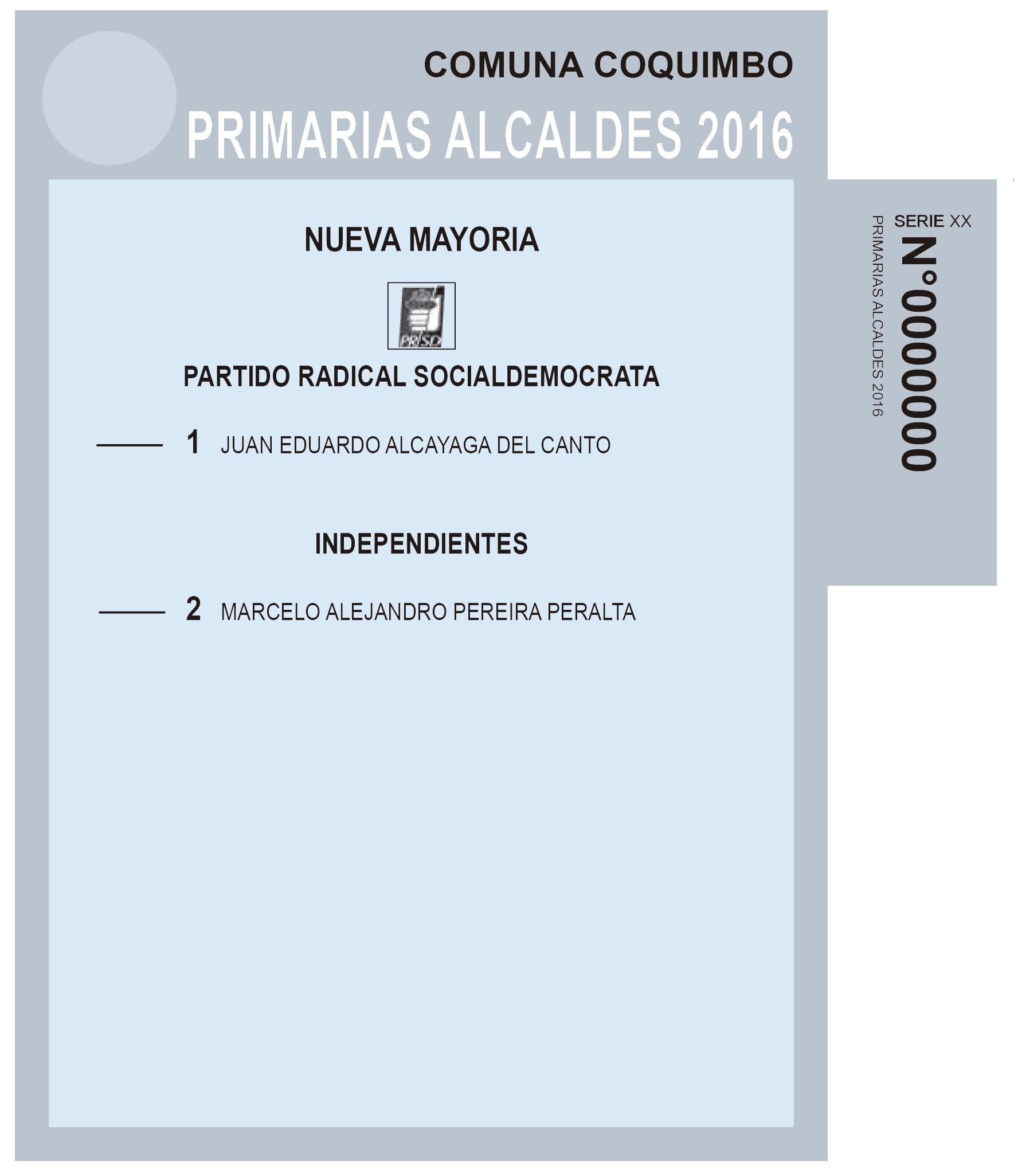
Papeleta de votación para las primarias de la Nueva Mayoría en Coquimbo.

Al interior de la Nueva Mayoría surgió desde 2014 la precandidatura del concejal Juan Alcayaga del Canto (PRSD). El 15 de marzo fue proclamado por su partido como precandidato a alcalde, por lo que debió enfrentarse el 19 de junio con Marcelo Pereira, vencedor de la primaria del Partido Demócrata Cristiano.
El 19 de marzo el Partido Comunista anunció la precandidatura de Manuel Suzarte para la alcaldía, y la candidatura a concejal de Fernando Viveros. Sin embargo, posteriormente el partido retiró la precandidatura a alcalde, de modo que las primarias de la Nueva Mayoría se realizaron sólo entre Marcelo Pereira y Juan Alcayaga.

#### Primarias del Partido Demócrata Cristiano

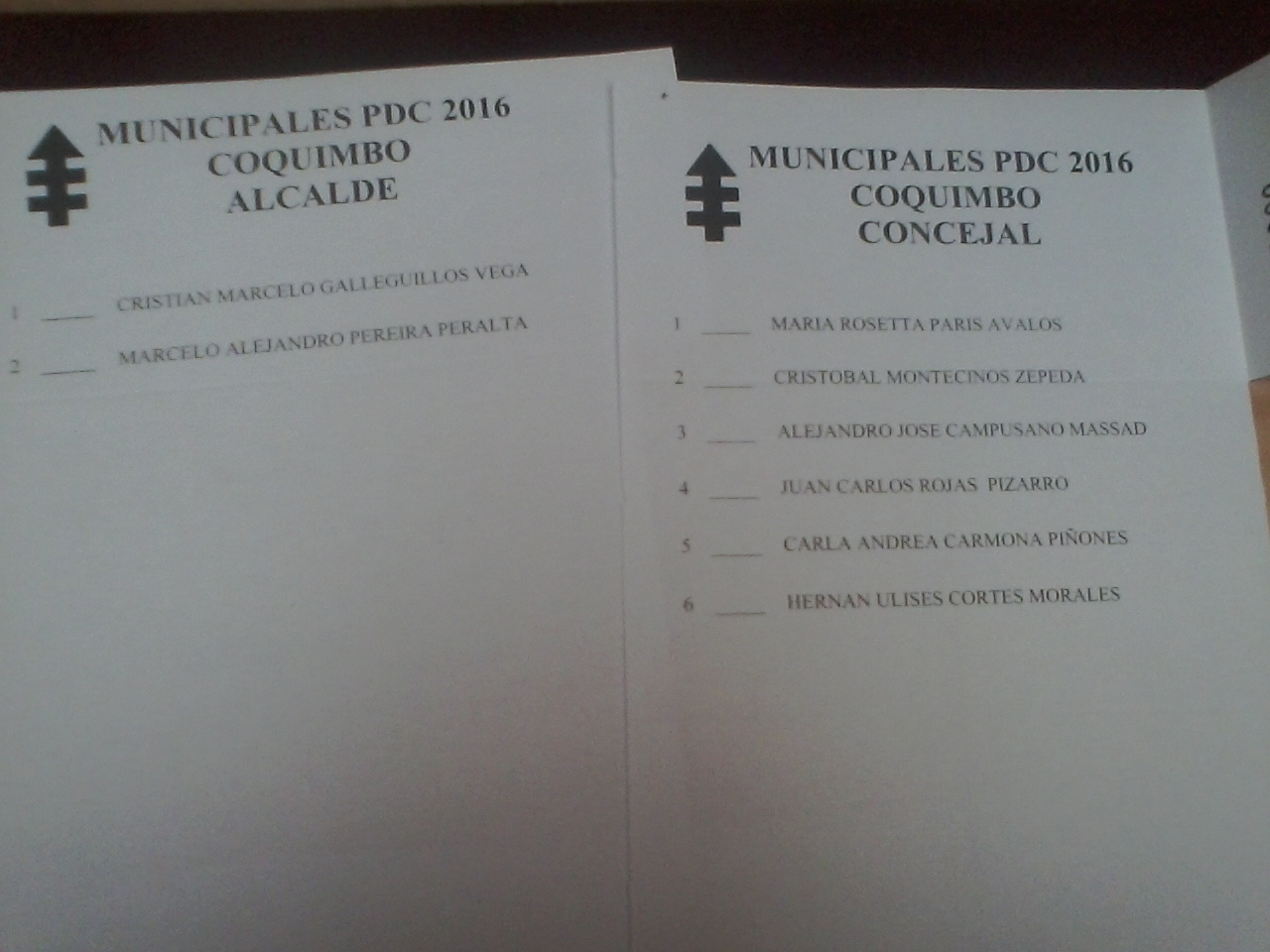
Votos de las primarias de alcalde y concejales del PDC en Coquimbo.

En noviembre de 2015 el Partido Demócrata Cristiano había anunciado intenciones de realizar una elección primaria para definir a su precandidato a alcalde de Coquimbo, dado que estaban presentadas las postulaciones de Cristian Galleguillos y Marcelo Pereira. Inicialmente la fecha escogida fue el 17 de enero de 2016, sin embargo el 28 de diciembre se decidió postergar la elección para el 13 de marzo. Ese mismo día el partido realizó primarias en Monte Patria y Ovalle.
En esta primaria se enfrentaron el alcalde incumbente, Cristian Galleguillos; y Marcelo Pereira, cirujano e hijo del fallecido alcalde Óscar Pereira. En la misma fecha se realizó una primaria para determinar los candidatos a concejales del partido; en dicha ocasión se enfrentaron María Rosetta Paris, Cristóbal Montecinos, Alejandro Campusano, Juan Carlos Rojas, Carla Carmona y Hernán Cortes. El resultado dio como vencedor a Marcelo Pereira.
El resultado de la primaria de alcalde fue el siguiente:
| Candidato                  | Partido                    | Votos | %      | Resultado           |
| -------------------------- | -------------------------- | ----- | ------ | ------------------- |
| Marcelo Pereira Peralta    | PDC                        | 4831  | 56,86% | Candidato a alcalde |
| Cristian Galleguillos Vera | PDC                        | 4037  | 43,14% |                     |
| Votos válidamente emitidos | Votos válidamente emitidos | 8868  |        |                     |
| Fuente: La Región.         |                            |       |        |                     |

Mientras que en la elección primaria de concejales los resultados fueron los siguientes:
| Candidato                        | Partido                    | Votos | %      | Resultado            |
| -------------------------------- | -------------------------- | ----- | ------ | -------------------- |
| Juan Carlos Rojas Pizarro        | PDC                        | 2701  | 31,29% | Candidato a concejal |
| Hernán Cortés Morales            | PDC                        | 1580  | 21,77% | Candidato a concejal |
| María Rosetta Paris Ávalos       | PDC                        | 1518  | 20,92% | Candidata a concejal |
| Alejandro Campusano Massad       | PDC                        | 876   | 12,07% |                      |
| Cristóbal Montecinos Zepeda      | PDC                        | 536   | 7,39%  |                      |
| Carla Carmona Piñones            | PDC                        | 476   | 6,56%  |                      |
| Votos válidamente emitidos       | Votos válidamente emitidos | 7687  |        |                      |
| Fuentes: El Coquimbano y El Día. |                            |       |        |                      |

#### Primarias de la Nueva Mayoría
| Candidato                  | Candidato                  | Partido                    | Votos  | %      | Resultado |
| -------------------------- | -------------------------- | -------------------------- | ------ | ------ | --------- |
|                            | Marcelo Pereira Peralta    | Ind-PDC                    | 6967   | 53,71% | Nominado  |
|                            | Juan Alcayaga del Canto    | PRSD                       | 6004   | 46,29% |           |
| Votos válidamente emitidos | Votos válidamente emitidos | Votos válidamente emitidos | 12 971 | 98,14% |           |
| Votos nulos                | Votos nulos                | Votos nulos                | 178    | 1,35%  |           |
| Votos en blanco            | Votos en blanco            | Votos en blanco            | 68     | 0,51%  |           |
| Total de votos emitidos    | Total de votos emitidos    | Total de votos emitidos    | 13 217 | 100%   |           |
| Fuente: Servel.            |                            |                            |        |        |           |

### Chile Vamos
La coalición de centroderecha inicialmente había anunciado que realizaría primarias para definir a su candidato a alcalde en Coquimbo, si bien no había anunciado a los posibles precandidatos que competirían. Entre los nombres que se han planteado para una candidatura a alcalde está la del exsenador Gonzalo Uriarte. Finalmente, la coalición desistió de realizar primarias en Coquimbo.
Durante julio de 2016 se planteó desde la UDI la candidatura de Marco Antonio Sulantay —quien ya había competido por el mismo cargo en 2004—, quien desistió y posteriormente fue nominada la concejala Paola Cortés. El 12 de julio Renovación Nacional anunció que Carlos Cruz-Coke sería su candidato a alcalde por Coquimbo; sin embargo a las pocas horas su candidatura fue bajada y reemplazada por la concejala Paola Cortés.

### Otros partidos y coaliciones
El partido Amplitud anunció en marzo la candidatura a alcalde del entonces concejal Pedro Antonio Castillo.
El Partido Progresista anunció la candidatura a alcalde de Cristóbal Reyes.

## Candidatos
El 7 de agosto de 2016 el Servicio Electoral publicó las candidaturas aceptadas y rechazadas.

### Alcalde
En definitiva, se inscribieron 6 candidaturas a alcalde, que son:
| Nueva Mayoría                                                                   | Nueva Mayoría                                                                   | Chile Vamos           | Chile Vamos           | Chile Quiere Amplitud  | Chile Quiere Amplitud | Pueblo Unido     | Pueblo Unido | Yo Marco por el Cambio | Yo Marco por el Cambio | Candidatura independiente |
| ------------------------------------------------------------------------------- | ------------------------------------------------------------------------------- | --------------------- | --------------------- | ---------------------- | --------------------- | ---------------- | ------------ | ---------------------- | ---------------------- | ------------------------- |
|                                                                                 |                                                                                 |                       |                       |                        |                       |                  |              |                        |                        |                           |
| Marcelo Pereira                                                                 | Ind.-PDC                                                                        | Paola Cortés          | UDI                   | Pedro Antonio Castillo | AMPL                  | Alfonso Ossandón | FP           | Cristóbal Reyes        | PRO                    | Ricardo Ledezma           |
| Ganador de las primarias de la Nueva Mayoría. Hijo del exalcalde Oscar Pereira. | Ganador de las primarias de la Nueva Mayoría. Hijo del exalcalde Oscar Pereira. | Concejal (2008-2016). | Concejal (2008-2016). | Concejal (2008-2016).  | Concejal (2008-2016). |                  |              |                        |                        |                           |

### Concejales
En Coquimbo se eligen 8 concejales.
| B. Nueva Mayoría para Chile - Subpacto PDC-Independientes - Partido Demócrata Cristiano - Juan Carlos Rojas - Hernán Cortés - María Rosetta Paris - Alejandro Campusano - Subpacto PS-Independientes - Partido Socialista - Carlos Yusta - Freddy Bonilla - Juan Carlos Brown - Independientes - Cecilia Alfaro G. Con la Fuerza del Futuro - Subpacto PRSD-Independientes - Partido Radical Socialdemócrata - Juan Alcayaga del Canto - Jaime Díaz Torres - César Carvajal - Gabriel Marín - Lidia Valdivia - Francisco Pizarro - Independientes - Silvana Plazaola H. Chile Vamos RN e Independientes - Renovación Nacional - Walter Ardiles - Jorge Auger - Isabel Cortez - Sibila Gallardo - Guido Hernández - Jairo Muñoz - Carlos Villalobos - Independientes - Héctor Briceño | I. Chile Quiere Amplitud - Amplitud - Nidia Milla - Juan Francisco Chandía - Independientes - Fabián Torrejón - Inti Bonilla - Sergio Pizarro J. Chile Vamos PRI-Evópoli-Independientes - Subpacto Evópoli-Independientes - Evolución Política - Roberto Alucema - Mario Guerra - Independientes - Marisol Zepeda - Patricia Alquinta - Subpacto PRI-Independientes - Independientes - Marcelino Duarte - Nelson Herrera - Víctor Sarmiento - Yuviza Peña L. Chile Vamos UDI-Independientes - Unión Demócrata Independiente - Mario Burlé - Elvira Rivera - Miguel Flores - César Díaz - Gabriel Gajardo - Independientes - Marcel Germain - Lorena Jiménez - Catalina Saire M. Pueblo Unido - Subpacto Igualdad para Chile - Independientes - Jaime Fernández | N. Norte Verde - Fuerza Regional Norte Verde - Óscar Cortés - Independientes - Alex Sepúlveda - Haydee Gallardo - Yarela Aguirre - Álvaro Guzmán - Joan Araya O. Yo Marco por el Cambio - Subpacto PRO-Independientes - Partido Progresista - S'jhonnara San Martín - Ángel Hurtado - Felipe Vera - Hugo Prado - Independientes - Erwin Sierralta - Roberto Rivera - Jorge Bujalil - Gladys Araya S. Nueva Mayoría por Chile - Subpacto PPD-Independientes - Partido por la Democracia - Ramón Velásquez - Roxana Zambra - Fernando Rojas - Marina Silva - Subpacto PCCH-Independientes - Partido Comunista - Fernando Viveros - Independientes - Manuel Suzarte - Luis Barahona - Ana Castillo |

El pacto Norte Verde había presentado dentro de su lista la candidatura independiente del exalcalde Pedro Velásquez, sin embargo esta fue impugnada por el Partido Demócrata Cristiano ante el Tribunal Electoral Regional debido a que presenta deudas pendientes con el municipio luego de su destitución en 2006.